# Білка (притока Лососіни)
Білка (пол. Białka (dopływ Łososiny), Biała) — гірська річка в Польщі, у Бжеському й Новосондецькому повіті Малопольського воєводства. Ліва притока Лососіни, (басейн Балтійського моря).

## Опис
Довжина річки приблизно 14,80 км, падіння річки 119  м, похил річки 8,04  м/км, найкоротша відстань між витоком і гирлом — 9,63  км, коефіцієнт звивистості річки — 1,54. Формується притокою та багатьма безіменними гірськими потоками. Річка створює природну межу, що розділяє два мезорегіони: Бескид Вишповий і Погуже Вісьницьке.

## Розташування
Бере початок на висоті 358 м над рівнем моря між горами Пекарською (515 м) та Рогозовою (531 м) у селі Івкова (гміна Івкова). Тече переважно на південний схід через Поромбку-Івковську, Полом-Малий, Конти, Ленкі і на висоті 239 м над рівнем моря на південній стороні від гори Чижовець (418 м) у селі Вітовіце-Гурне впадає у річку Лососіну, ліву притоку Дунайця.

## Притоки
- Вояковський Потік (права).

## Цікаві факти
- Навколо річки пролягають туристичні шляхи, яки на мапі туристичній значаться кольором: зеленим (Райброт — Домінічна (468 м) — Пекашка (515 м) — Шпілувка (516 м) — Буковець (494 м) — Івкова — Чхув); жовтим (Рогозова (531 м) — Копець (585 м) — Кобила (605 м) — Лопуше Східне (600 м).[2]